# Зенгбуш, Егор Иванович
Егор Иванович фон Зенгбуш (1823 — 3 января 1878, Оренбург) — русский военный и государственный деятель немецкого происхождения, генерал-майор (1869), оренбургский губернатор (1875—1878).

## Биография
Представитель дворянского рода Зенгбуш из Мекленбурга, обосновавшегося в Лифляндии с 1725 года. Родился в 1823 году в Эссенхофе, Лифляндская губерния, в семье капитана русской службы Иоганна (Ивана) фон Зенгбуша.
В 1864 году в чине полковника был назначен начальником штаба Оренбургского казачьего войска. В 1869 году был произведён в генерал-майоры, остался в той же должности. Прослужив начальником войскового штаба около 11 лет, в 1875 году был назначен Наказным атаманом Оренбургского войска и Оренбургским губернатором. На этой должности оставался вплоть до смерти.
Скончался в 1878 году в Оренбурге. Похоронен на кладбище при Успенском монастыре.
Лютеранин по вероисповеданию, фон Зенгбуш был старостой оренбургского лютеранского прихода в 1870—1878 годах.